# Božanov
Božanov är en ort i Tjeckien.   Den ligger i distriktet Okres Náchod och regionen Hradec Králové, i den nordöstra delen av landet, 150 km öster om huvudstaden Prag. Božanov ligger 395 meter över havet och antalet invånare är 345.
Terrängen runt Božanov är huvudsakligen kuperad, men den allra närmaste omgivningen är platt.Runt Božanov är det ganska tätbefolkat, med 60 invånare per kvadratkilometer. Närmaste större samhälle är Náchod, 18,8 km sydväst om Božanov. I omgivningarna runt Božanov växer i huvudsak blandskog.